# Philip Hinchcliffe
Pour les articles homonymes, voir Hinchcliffe.
Philip Hinchcliffe est un scénariste et producteur de télévision britannique né le 1er octobre 1944 à Dewsbury (Yorkshire). Il est connu pour avoir été un temps producteur de la série Doctor Who dans les années 1970 et pour avoir produit d'autres séries télévisées dans les années 1970 à 1980. Restant l'un des derniers producteurs de la série "classique" encore en vie, il est très impliqué dans la communauté de fans de Doctor Who, il contribue à de nombreux projets autour de la série.

## Carrière

### Débuts
Après avoir étudié la Littérature anglaise au Pembroke College  de Cambridge, Philip Hinchcliffe effectue différents métiers notamment en tant que professeur ou comme vendeur dans une agence de voyages. Il rejoint la Associated Television en 1968 et écrit des épisodes du soap opéra Crossroads en 1970. Il devient alors script éditor sur des séries telles que Alexander the Greatest (1971 et 1972), The Jensen Code (1973) et The Kids from 47A (1973).

### Doctor Who
Hinchcliffe est approché en 1974 à l'âge de 29 ans pour devenir le producteur de Doctor Who après le départ de Barry Letts à la fin de la saison 11. Il aide Letts sur la première histoire à faire apparaître Tom Baker dans le rôle du Docteur, « Robot. » Il est crédité pour la première fois pour l'épisode suivant « The Ark in Space. » Sa première année n'est consacrée qu'à la production de scripts qui avaient été décidés par l'ancienne équipe de production et l'influence complète d'Hinchcliffe ne fut totale que sur la fin de l'année 1975 avec l'épisode « Planet of Evil. »
Hinchcliffe forme un duo avec le script éditor (responsable des scénarios) Robert Holmes qui change le ton de la série lui donnant un côté plus noir avec une atmosphère gothique inspirée par les films d'horreur de la Hammer : Transformations monstrueuses (« Planet of Evil »)  momies et dieux anciens (« Pyramids of Mars ») savants fous (« The Brain of Morbius ») radiations (« The Hand of Fear ») ou tueurs en séries (« The Talons of Weng-Chiang. ») De plus Hinchcliffe était contre l'idée de réutiliser des personnages et des monstres du passé de la série : les Daleks, Cybermen et Sontariens n'apparaissent que durant la première saison qu'il produit et le Maître et les seigneurs du temps changent complètement de façon dont ils étaient décrits précédemment, l'agence UNIT et le personnage du Brigadier Lethbridge-Stewart disparaissent progressivement de la série sous son influence.
À l'époque de sa période de production, la série atteint l'un des plus hauts pics d'audience de son histoire et avoisine souvent les 10 millions de spectateurs. Toutefois, la BBC reçoit de nombreuses plaintes de la militante Mary Whitehouse et de son groupe "Mediawatch" qui estime que la série pourrait effrayer les jeunes enfants et les traumatiser. Elle oblige même Hinchcliffe à changer la fin d'une partie de « The Deadly Assassin » dans laquelle le Docteur est prêt à être noyé par son opposant. La BBC défend le programme, mais place Hinchcliffe à la tête d'une série policière, Target en 1977 et spécifie à son remplaçant, le producteur Graham Williams l'impératif d'éclaircir le ton de la série.
Hinchcliffe écrit quelques novélisations des épisodes de Doctor Who pour les éditions Target Books comme « The Keys of Marinus », « The Seeds of Doom » et « The Masque of Mandragora. »

### Fin de carrière
Après Doctor Who, Philip Hinchcliffe produit des séries comme Target, Private Schulz, The Charmer, Take Me Home, Friday on My Mind. Il coproduit en 1995 les films An Awfully Big Adventure avec Hugh Grant et Rimbaud Verlaine avec Leonardo DiCaprio. Il reste aussi producteur exécutif pour Scottish Television de 1998 à 2001 et supervise des séries comme Taggart, Rebus ou The Last Musketeer
À la retraite, Hinchcliffe continue à apparaître dans les éditions DVD de Doctor Who qu'il a produit. Un documentaire, Serial Thrillers lui est même consacré ainsi que des interviews.

## Vie personnelle
Marié, Barry Letts a une fille, Celina Hinchcliffe, née en 1976 et présentatrice sportive.

## Filmographie partielle
- 1975 - 1977 : Doctor Who (série télévisée)
- 1977 - 1978 : Target (série télévisée)
- 1981 : Private Schulz (série télévisée)
- 1984 : Strangers and Brothers (série télévisée)
- 1987 : The Charmer (série télévisée)
- 1987 - 1988 : Bust (série télévisée)
- 1991 : The Gravy Train Goes East (série télévisée)
- 1995 : An Awfully Big Adventure (film) - Coproducteur
- 1995 : Rimbaud Verlaine (film) - Coproducteur
- 1998 : Seesaw (série télévisée) - Producteur Exécutif
- 1999 - 2001 : Taggart (série télévisée) - Producteur Exécutif
- 2000 : The Last Musketeer (téléfilm) - Producteur Exécutif
- 2000 : Rebus (série télévisée) - Producteur Exécutif

## Crédit d'auteurs
- (en) Cet article est partiellement ou en totalité issu de l’article de Wikipédia en anglais intitulé « Philip Hinchcliffe » (voir la liste des auteurs).